# Rada powiatu
Rada powiatu – organ stanowiący i kontrolny samorządu powiatowego.
Jego członkowie (radni) wybierani są w wyborach bezpośrednich w systemie wyborów proporcjonalnych. Rozpatrywaniem skarg dotyczących zadań lub działalności danej rady powiatu zajmuje się wojewoda.

## Skład i kadencja
W skład rady powiatu wchodzą radni w liczbie 15 w powiatach liczących do 40000 mieszkańców oraz po dwóch na każde kolejne rozpoczęte 20000 mieszkańców, ale nie więcej niż 29 radnych (art. 9 ustawy o samorządzie powiatowym).
Kadencja rady powiatu trwa 5 lat, licząc od dnia wyboru (w latach 1998–2018 trwała 4 lata).
Na czele rady stoi przewodniczący oraz wiceprzewodniczący albo 2 wiceprzewodniczących. Istnieje możliwość odwołania rady powiatu przez wyborców.

## Wybory do rady
Radni są wybierani w wyborach bezpośrednich. Bierne prawo wyborcze przysługuje osobie mającej prawo wybierania do danej rady. Czynne prawo wyborcze przysługuje każdemu 18-letniemu obywatelowi, który na stałe zamieszkuje na terenie danego powiatu.
Prawa wybierania nie mają osoby:
- pozbawione praw publicznych pełnomocnym orzeczeniem sądu
- pozbawione praw wyborczych orzeczeniem Trybunału Stanu
- ubezwłasnowolnione pełnomocnym orzeczeniem sądu[4].

## Zakres działania rady
- stanowienie aktów prawa miejscowego
- wybór i odwołanie zarządu
- powołanie i odwołanie na wniosek starosty skarbnika powiatu
- uchwalenie budżetu
- stanowienie o kierunkach działania zarządu powiatu oraz rozpatrywanie sprawozdań z działalności zarządu, w tym działalności finansowej
- rozpatrywanie sprawozdania z wykonania budżetu oraz podejmowanie uchwały o udzielaniu bądź nieudzielaniu absolutorium dla zarządu z tego tytułu

## Miasto na prawach powiatu
W miastach na prawach powiatu rada miasta pełni funkcje rady powiatu. Jej radni również są wybierani w wyborach proporcjonalnych.